# Бродзик, Иоанна
Иоанна Бродзик (пол. Joanna Brodzik) — польская актриса кино, театра и телевидения.

## Биография
Родилась в Кросно-Оджаньске. В 1996 году окончила Театральную академию им. Александра Зелверовича в Варшаве и дебютировала в кино. Выступает в спектаклях «театра телевидения» с 1996 года.

## Избранная фильмография
- 1996 — Дети и рыбы / Dzieci i ryby
- 1999 — Огнём и мечом / Ogniem i mieczem
- 2002 — Пианист / The Pianist
- 2002 — Брейк-Пойнт / Break Point
- 2004 — Никогда в жизни! / Nigdy w życiu!